# Al-Jaish SC Bagdad
L'Al-Jaish SC Bagdad (àrab: نادي الجيش الرياضي العراقي, Nadi Al-Jaish Al-Riyadhi Al-Iraqi, literalment 'Club Esportiu de l'Exèrcit Iraquià') és un club de futbol iraquià de la ciutat de Bagdad. Al-Jaish significa Exèrcit. El club va ser fundat l'any 1974. Aquest mateix any se li uní el Salah-Al-Deen, que fins al 1973 s'anomenà Fareeka Al-Thalatha (Tercer Batalló). Es proclamà campió de l'Iraq l'any 1984. Els seus colors són el blanc i el vermell.

## Palmarès
- Lliga iraquiana de futbol:[3]
  - 1983–84
- Copa iraquiana de futbol:[4]
  - 1979–80, 1982–83
- Lliga de la Federació Central de futbol:[3]
  - 1965–66
- Copa de la Federació Central de futbol:[4]
  - 1963, 1966